# Rāja Sānsi
Rāja Sānsi är en ort i Indien.   Den ligger i distriktet Amritsar och delstaten Punjab, i den norra delen av landet, 400 km nordväst om huvudstaden New Delhi. Rāja Sānsi ligger 233 meter över havet och antalet invånare är 12 957.
Terrängen runt Rāja Sānsi är mycket platt. Runt Rāja Sānsi är det tätbefolkat, med 550 invånare per kvadratkilometer. Närmaste större samhälle är Amritsar, 12,9 km sydost om Rāja Sānsi. Trakten runt Rāja Sānsi består till största delen av jordbruksmark.